# Evonne Hsu
Evonne Hsu, cuyo nombre verdadero es Hsu Hui-hsin (chino tradicional: 许慧欣; nacida el 5 de diciembre de 1979, en Longview, Texas, Estados Unidos). Es una cantante Mandapop taiwanesa, ganadora de los premios Golden Melody. Hsu ha contado con el apoyo del sello discográfico Universal Music Taiwan desde que inició su debut en 2002.

## Biografía
Evonne Hsu nació en EE. UU. en Houston Texas, en un pequeño pueblo rural de Longview. Su nombre verdadero es Yvonne Ming Hsu, a temprana edad junto con sus padres inmigraron a China. Hsu se crio en medio de la música y el baile, pero había decidido especializarse en psicología en la Universidad de Texas en Austin cuando un amigo arreglista convenció para hacer una maqueta de su talento. El amigo tuvo una cinta en Taiwán, donde quedó impresionado en el núcleo de la Agencia (actual director de Universal Music Taiwan), que voló hasta Texas para firmar con Evonne ssegurando de que él ha encontrado una futura estrella. Con el consentimiento de sus padres, ella pasó un año en Taiwán trabajando para dominar el idioma mandarín mientras obtuvo un contrato discográfico con Universal Music de Taiwán.

## Discografía

### Álbumes
| Álbum # | Fecha de lanzamiento     | Título                      | Etiqueta               |
| ------- | ------------------------ | --------------------------- | ---------------------- |
| 1st     | 3 de enero de 2002       | To Be Happy (快樂為主)      | Universal Music Taiwan |
| 2nd     | 20 de septiembre de 2002 | Lonely Ballet (孤單芭蕾     | Universal Music Taiwan |
| 3rd     | 8 de julio de 2003       | Beautiful Love (美麗的愛情) | Universal Music Taiwan |
| 4th     | 16 de junio de 2004      | Happiness (幸福)            | Universal Music Taiwan |
| 5th     | 15 de noviembre de 2005  | Chosen One (萬中選一)       | Universal Music Taiwan |
| 6th     | 6 de octubre de 2006     | Mystery (謎)                | Universal Music Taiwan |
| 7th     | 22 de mayo de 2009       | Love*Over (愛*極限)         | Universal Music Taiwan |

### Soundtracks
- Love Train Original Soundtrack
- Snow.Wolf.Lake Original Soundtrack

## Premios
| Año  | Premio                            | Categoría                             |
| ---- | --------------------------------- | ------------------------------------- |
| 2002 | TVB8 (Hong Kong)                  | Most Popular Female New Artist Award  |
| 2002 | MTV (Taiwan)                      | Top 20 Most Wanted Artists            |
| 2002 | HITO Awards                       | Best Female Vocalist Award            |
| 2002 | HITO Amicability Award            |                                       |
| 2002 | Shing-chen Chinese Radio          | Best Female New Artist Award          |
| 2003 | Best New Artist Award             | GMA (Malaysia)                        |
| 2003 | 14th Golden Melody Awards, Taiwán | Best New Artist Award (Popular music) |
| 2003 | Channel V                         | Top 50 Hit Singles of the Year        |
| 2003 | Channel V                         | Most Popular New Artist (nominated)   |
| 2003 | G-Music Platinum Music Awards     |                                       |
| 2003 | TVB8 Music Award                  |                                       |
| 2003 | MTV Style Awards                  | Best New Female Artist Style Award,   |
| 2004 | TVB8 Music Award                  |                                       |
| 2004 | MTV (Taiwan)                      | Top 20 Artists of the Year            |
| 2004 | Canton Radio/TV Awards            | Best Female Composer Artist (Taiwán)  |